# Lomatogonium perenne
Lomatogonium perenne là một loài thực vật có hoa trong họ Long đởm. Loài này được T.N. Ho & S.W. Liu mô tả khoa học đầu tiên năm 1983.